# Diphtherocome discibrunnea
Diphtherocome discibrunnea là một loài bướm đêm trong họ Noctuidae.